# Ярославский литературный сборник

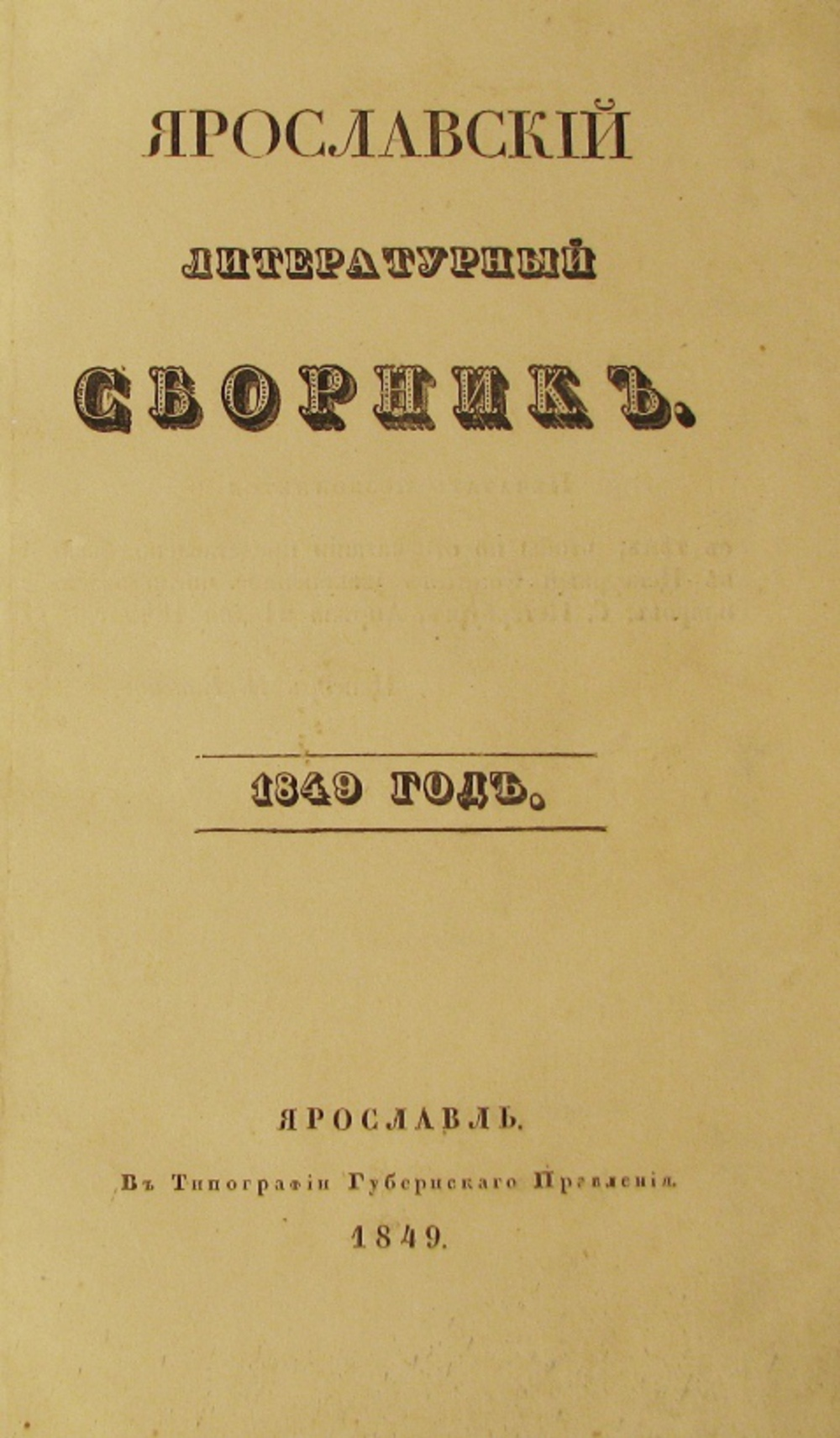
Обложка Ярославского литературного сборника (1849)

«Ярославский литературный сборник» — альманах, состоящий из двух книг. Издан в Ярославле в 1849 и 1851 гг.

## Цели и роль создания
Ярославский литературный сборник, выпущенный впервые в 1849 году, преследовал две цели: 

 «Одна благотворительная, потому что деньги, вырученные за книгу, пойдут в пользу двух ярославских заведений — Детского приюта и Дома призрения ближнего, вторая цель — вызвать на большую литературную деятельность проживающих в пределах Ярославской губернии любителей отечественной словесности». 
 Роль сборника была в том, чтобы объединить все литературные силы Ярославского края, людей разных сословий. Все статьи принадлежат ярославцам и людям из области. Альманах печатался в Ярославской типографии с использованием бумаги с фабрики князя Гагарина.

## Содержание
В сборнике издавались краеведческие очерки, проза и лирика. Свои стихи «Воспоминания», «Муза», «Художник перед оконченной картиной» публиковал двадцатипятилетний лицеист и чиновник Н. П. Семенов. Ю. В. Жадовская ко времени выхода «Ярославского литературного сборника» уже была автором журнальных публикаций и сборника «Стихотворения» 1846 года. В альманахе она опубликовала свои стихотворения «Разная участь», «Скрытое горе», «Скоро весна» и повесть «Непринятая жертва». Также в сборнике публиковались неизвестные ярославские писатели, скрывающиеся под псевдонимами, и поэты И. Касаткин и Павел Жадовский.
Проза сборника начиналась с четырёх писем Екатерины II к ярославскому наместнику А. П. Мельгунову. Купец Семен Алексеевич Серебренников публиковал свой краеведческий материал. Первым был его очерк «Исторические исследования о начале и основании города Ярославля». Второй публикацией Серебренникова являлась «О разорениях города Углича поляками, казаками 1608−1618 гг.». Другой краевед Е. В. Трехлетов опубликовал статью «Отрывок из путешествия ярославца в Киев». Издатели сборника выпустили также рукопись начала XVIII века «Путешествие в 1721 и 1722 годах по святым местам Палестинским», автором которой былМатвей Гаврилович Нечаев.

## Издатели
Исследователь Ярославского края, собиратель рукописей и журналист В. И. Лествицын считал, что издателями «Ярославского литературного сборника» были С. А. Серебренников и Тихомиров: 

 «Серебренников печатал сочинения… в ярославском литературном сборнике, который он вместе со священником Тихомировым издавал в 1849 и 1850 годах».
Ю. В. Жадовская также принимала участие в издании — как известно, она лично отвезла рукопись в Петербург и отдала в цензуру в 1849 году.